# Sissi (film)
Sissi – austriacki film historyczno-kostiumowy, zrealizowany w roku 1955 na podstawie autentycznej biografii cesarzowej Elżbiety Bawarskiej, zwanej Sissi. Film jest pierwszą częścią trylogii o jej życiu, na którą składają się też Sissi – młoda cesarzowa z 1956 roku oraz Sissi – losy cesarzowej z 1957 roku.

## Treść
Pierwsza część trylogii opowiada o życiu cesarzowej Elżbiety Bawarskiej, nazywanej zdrobniale Sissi. 16-letnia Elżbieta jest bawarską księżniczką. Beztrosko spędza czas na jeździe konnej, zabawach z licznym rodzeństwem, oraz z ukochanym ojcem – księciem Maksymilianem, z którym łączy ją szczególnie silna więź. Wkrótce poznaje cesarza Austrii – młodego i przystojnego Franciszka Józefa. Oboje zakochują się w sobie od pierwszego wejrzenia. Uczucie to sprawia, że życie Sissi całkowicie się odmienia: poślubia Franciszka Józefa i zamieszkuje w wiedeńskim Pałacu Schönbrunn. Przytłaczający ceremoniał, dworska etykieta i tyrania apodyktycznej matki Franciszka Józefa sprawiają, że Sissi czuje się jak w złotej klatce. Stara się jednak przełamać sztywne zasady panujące na austriackim dworze. Stopniowo zjednuje sobie ludzi żywiołową życzliwością.

## Obsada
- Romy Schneider – Sissi
- Karlheinz Böhm – Franciszek Józef I
- Erich Nikowitz(inne języki) – Arcyksiążę Franz-Karl
- Vilma Degischer – Arcyksiężna Zofia, matka Franciszka Józefa
- Otto Treßler(inne języki) – Marszałek Radetzky
- Egon von Jordan(inne języki) – Premier
- Hilde Wagener – Baronowa Wulffen
- Karl Fochler(inne języki) – Hrabia Grünne
- Josef Meinrad(inne języki) – Major żandarmerii Böckl
- Gustav Knuth(inne języki) – Książę bawarski Max, ojciec Sissi
- Uta Franz(inne języki) – Księżna Helene „Nene”, siostra Sissi
- Magda Schneider(inne języki) – Księżna Ludwika, matka Sissi